# Banisteriopsis
Banisteriopsis är ett släkte av tvåhjärtbladiga växter. Banisteriopsis ingår i familjen Malpighiaceae.

## Bildgalleri

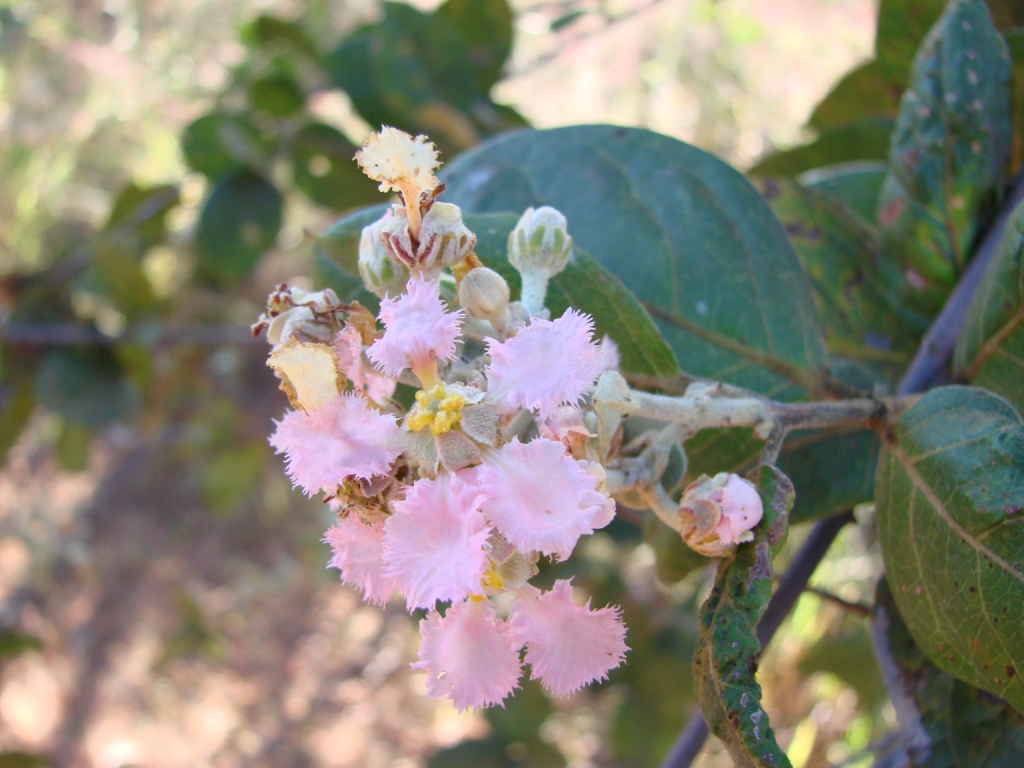
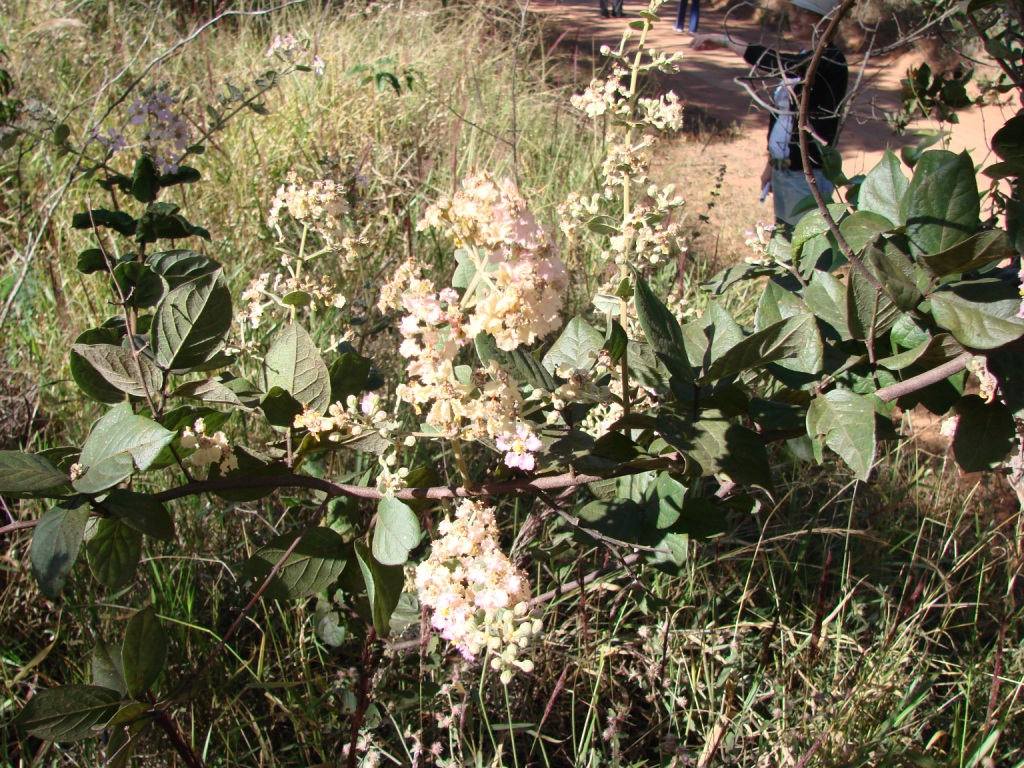
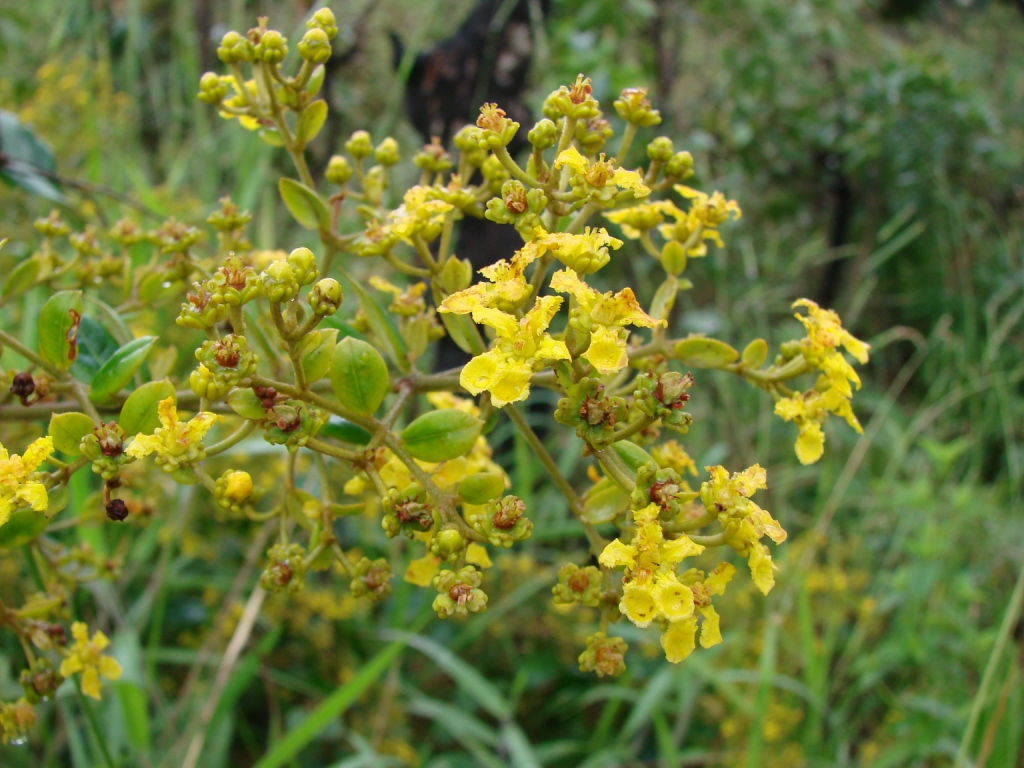
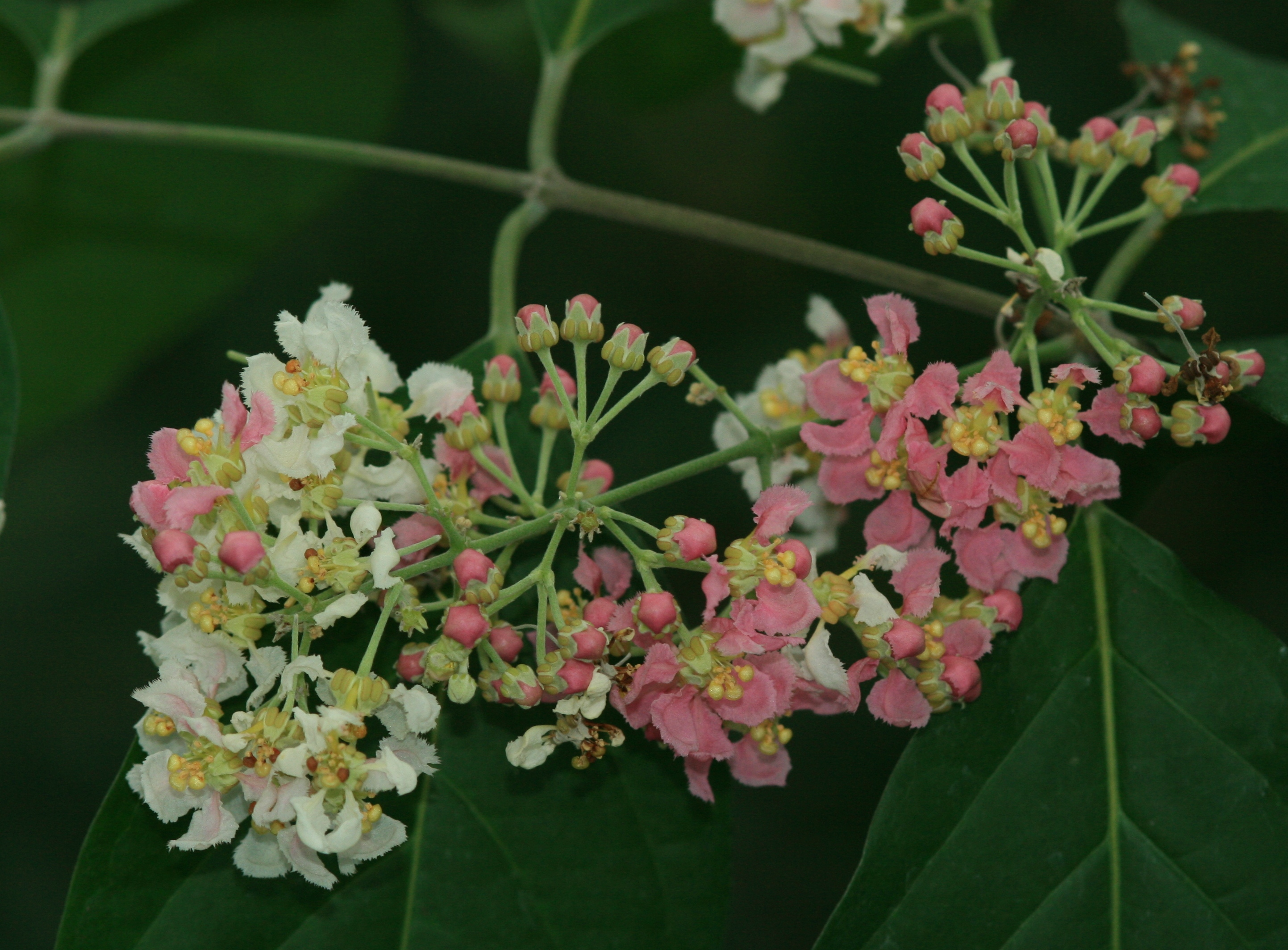
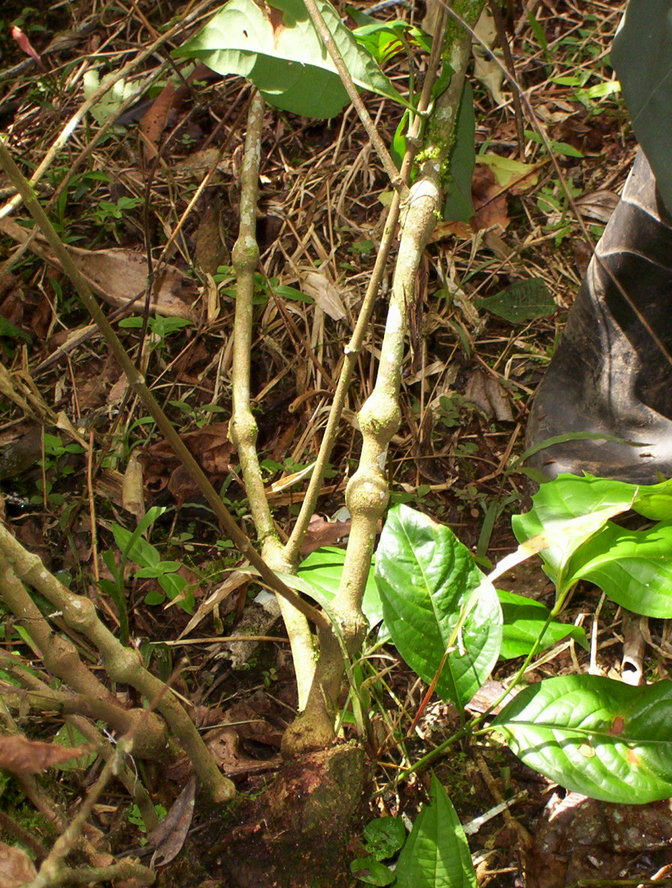
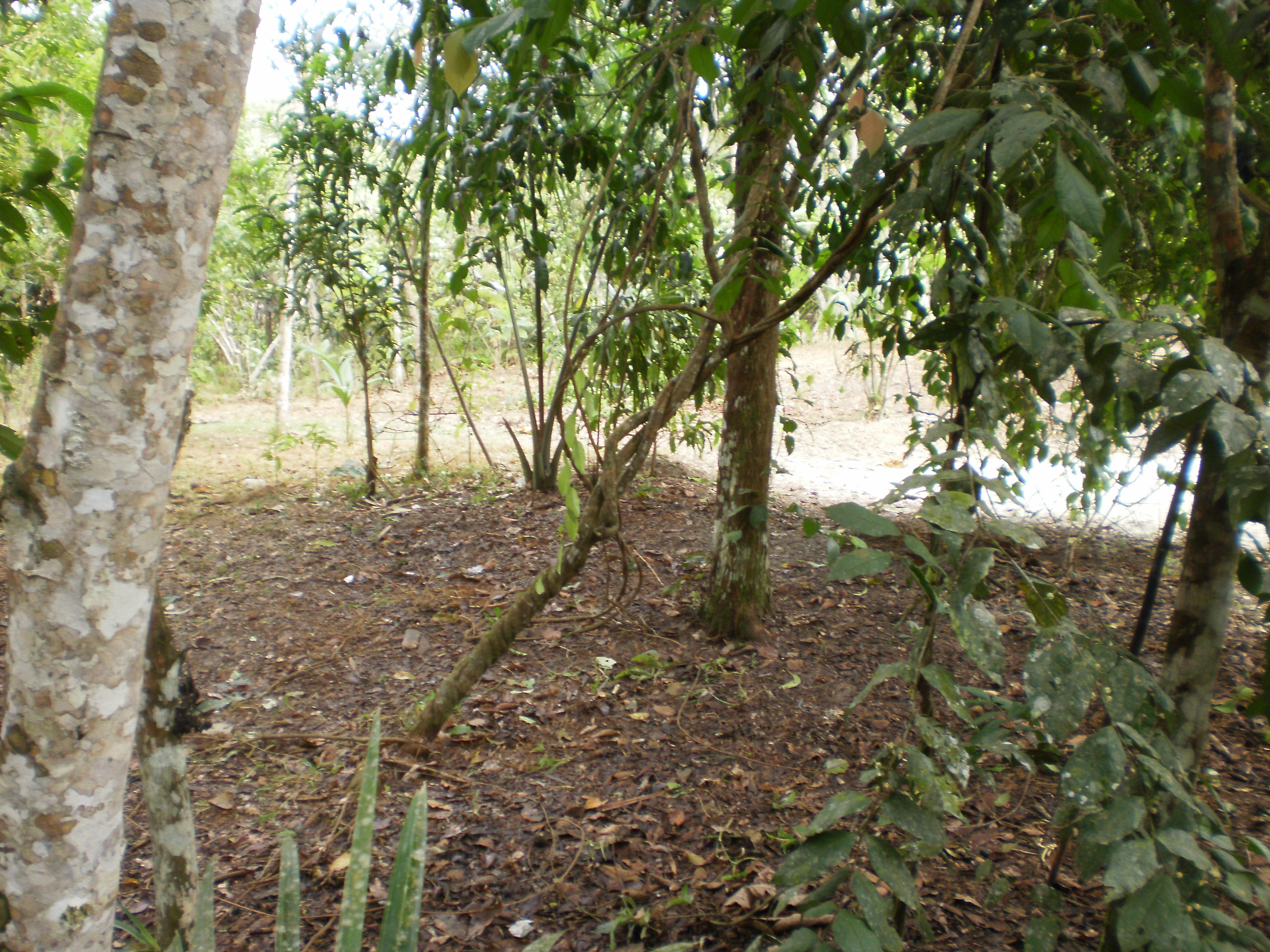

## Dottertaxa tillBanisteriopsis, i alfabetisk ordning[1]
- Banisteriopsis acerosa
- Banisteriopsis adenopoda
- Banisteriopsis alternifolia
- Banisteriopsis andersonii
- Banisteriopsis angustifolia
- Banisteriopsis anisandra
- Banisteriopsis arborea
- Banisteriopsis argyrophylla
- Banisteriopsis basifixa
- Banisteriopsis byssacea
- Banisteriopsis caapi
- Banisteriopsis calcicola
- Banisteriopsis campestris
- Banisteriopsis carolina
- Banisteriopsis cipoensis
- Banisteriopsis confusa
- Banisteriopsis elegans
- Banisteriopsis gardneriana
- Banisteriopsis goiana
- Banisteriopsis grandifolia
- Banisteriopsis harleyi
- Banisteriopsis hatschbachii
- Banisteriopsis hirsuta
- Banisteriopsis irwinii
- Banisteriopsis laevifolia
- Banisteriopsis latifolia
- Banisteriopsis lyrata
- Banisteriopsis macedae
- Banisteriopsis magdalenensis
- Banisteriopsis maguirei
- Banisteriopsis malifolia
- Banisteriopsis martiniana
- Banisteriopsis megaphylla
- Banisteriopsis membranifolia
- Banisteriopsis multifoliolata
- Banisteriopsis muricata
- Banisteriopsis nummifera
- Banisteriopsis oxyclada
- Banisteriopsis padifolia
- Banisteriopsis paraguariensis
- Banisteriopsis parviflora
- Banisteriopsis parvifolia
- Banisteriopsis parviglandula
- Banisteriopsis pauciflora
- Banisteriopsis polygama
- Banisteriopsis prancei
- Banisteriopsis pseudojanusia
- Banisteriopsis pubescens
- Banisteriopsis pulcherrima
- Banisteriopsis pulchra
- Banisteriopsis quadriglandula
- Banisteriopsis salicifolia
- Banisteriopsis schizoptera
- Banisteriopsis schwannioides
- Banisteriopsis scutellata
- Banisteriopsis sellowiana
- Banisteriopsis stellaris
- Banisteriopsis variabilis
- Banisteriopsis velutinissima
- Banisteriopsis vernoniifolia
- Banisteriopsis wilburii